# Headland Peak
Der Headland Peak ist ein 875 m hoher Berg an der Nordküste Südgeorgiens. Er ragt an der Nordflanke des Geikie-Gletschers am Kopfende der Cumberland West Bay auf.
Das UK Antarctic Place-Names Committee benannte den Berg nach Robert Keith Headland (* 1944), der von 1977 bis 1980 und von 1981 bis 1982 als Assistenzbiologe für den British Antarctic Survey in Grytviken und ab 1987 als Kurator des Scott Polar Research Institute tätig war.